# المسجد الجديد (سالونيك)

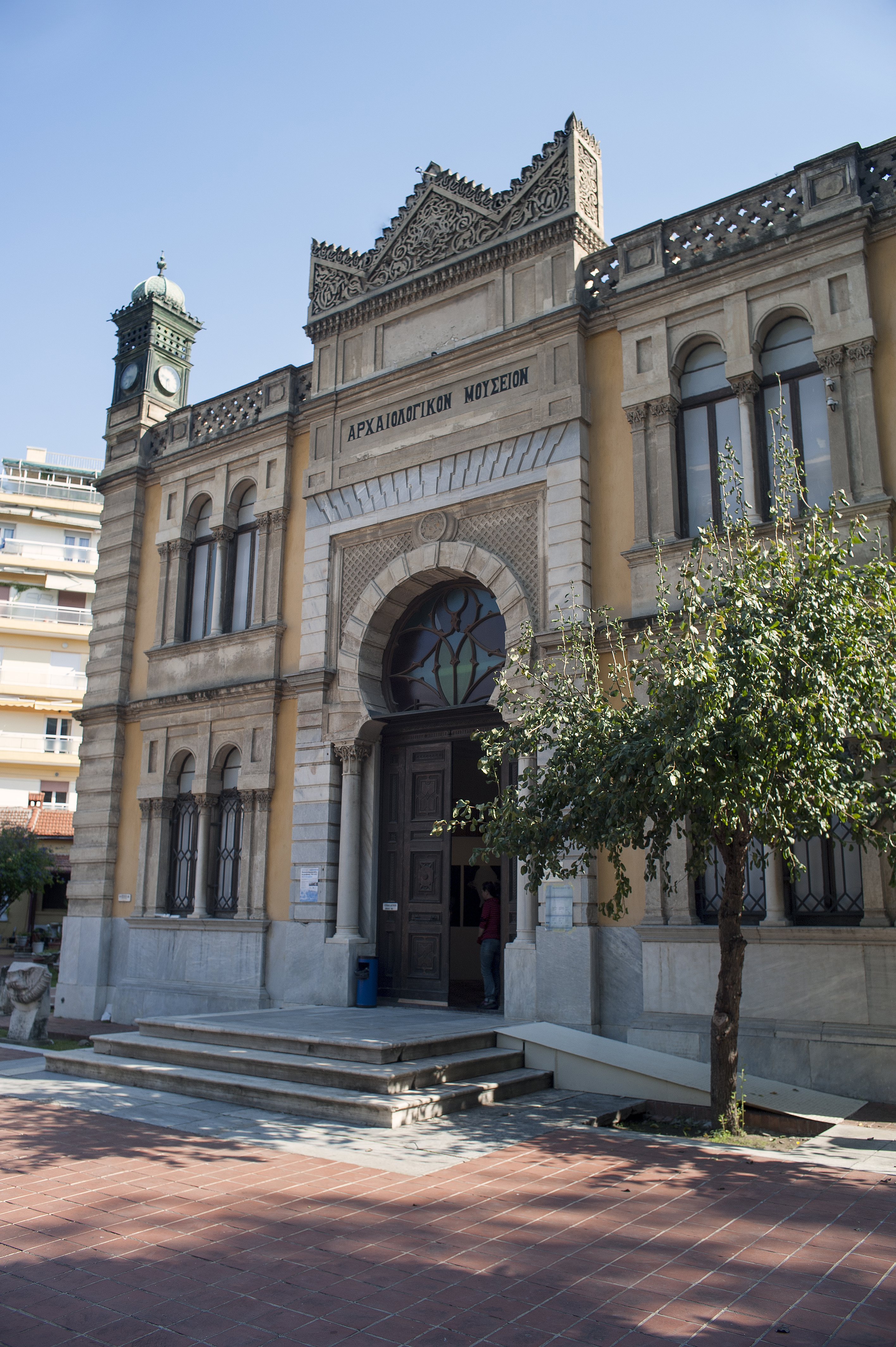
المسجد الجديد

منظور أمامي

المسجد الجديد (باليونانية: Γενί Τζαμί)، (بالتركية: Yeni Cami) وهو مسجد تاريخي في سالونيك، اليونان. تم بناؤه من قبل المهندس المعماري الإيطالي فيتاليانو بوسيلي في عام 1902 لمجتمع الدونمة في المدينة، حيث تحول اليهود في السر إلى الإسلام. ومع ذلك، عندما غادر الدونمة المدينة أثناء اتفاقية التبادل السكاني بين اليونان وتركيا 1923، تم استخدامه كمقر لمتحف سالونيك الأثري في عام 1925. واليوم المسجد بمثابة مركز للمعارض.

## صور

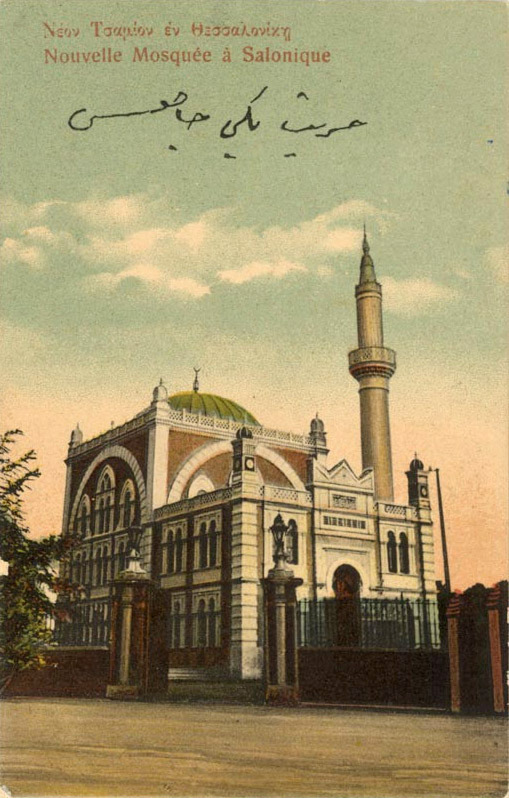
بطاقة بريدية
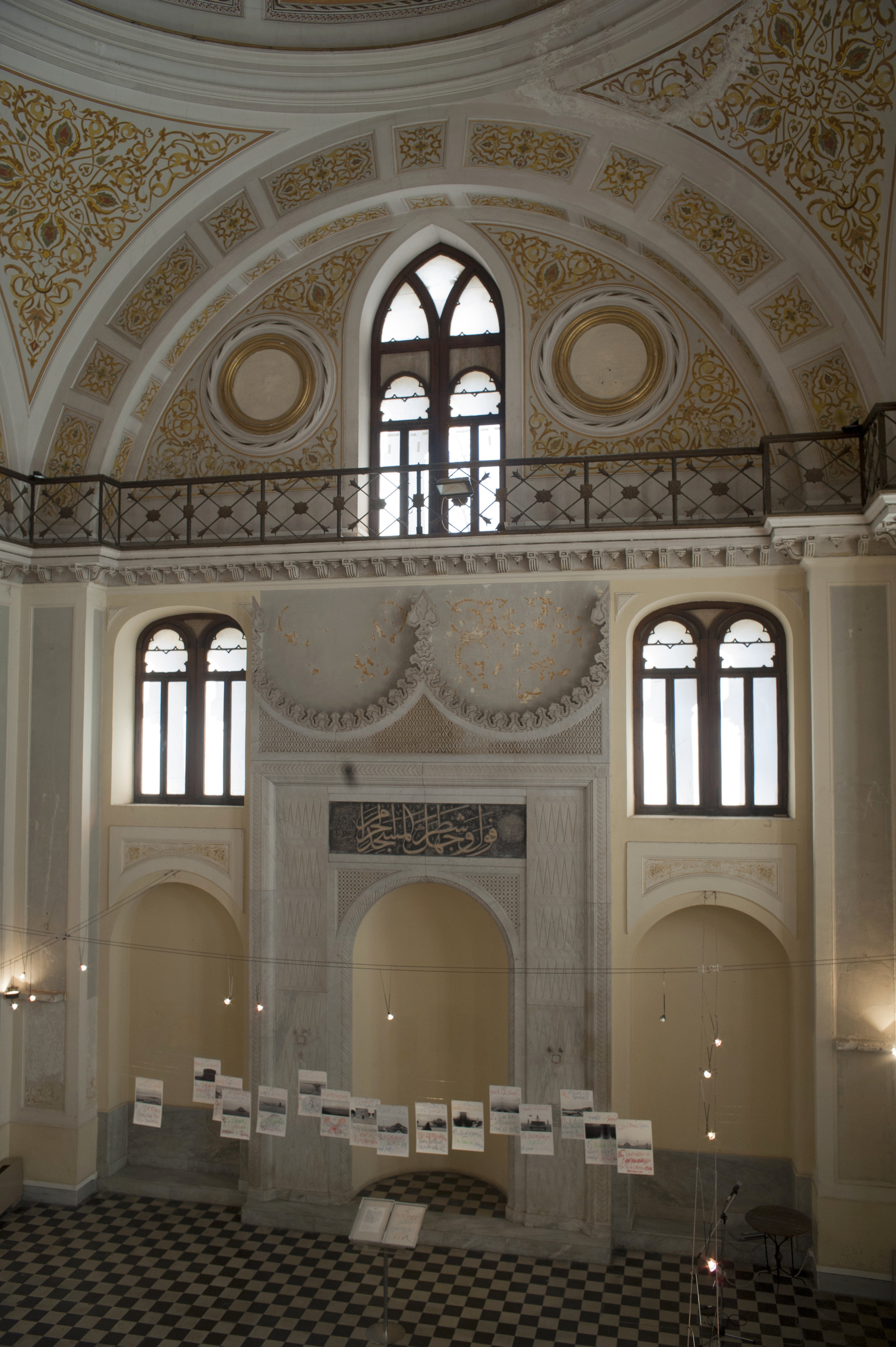
المحراب
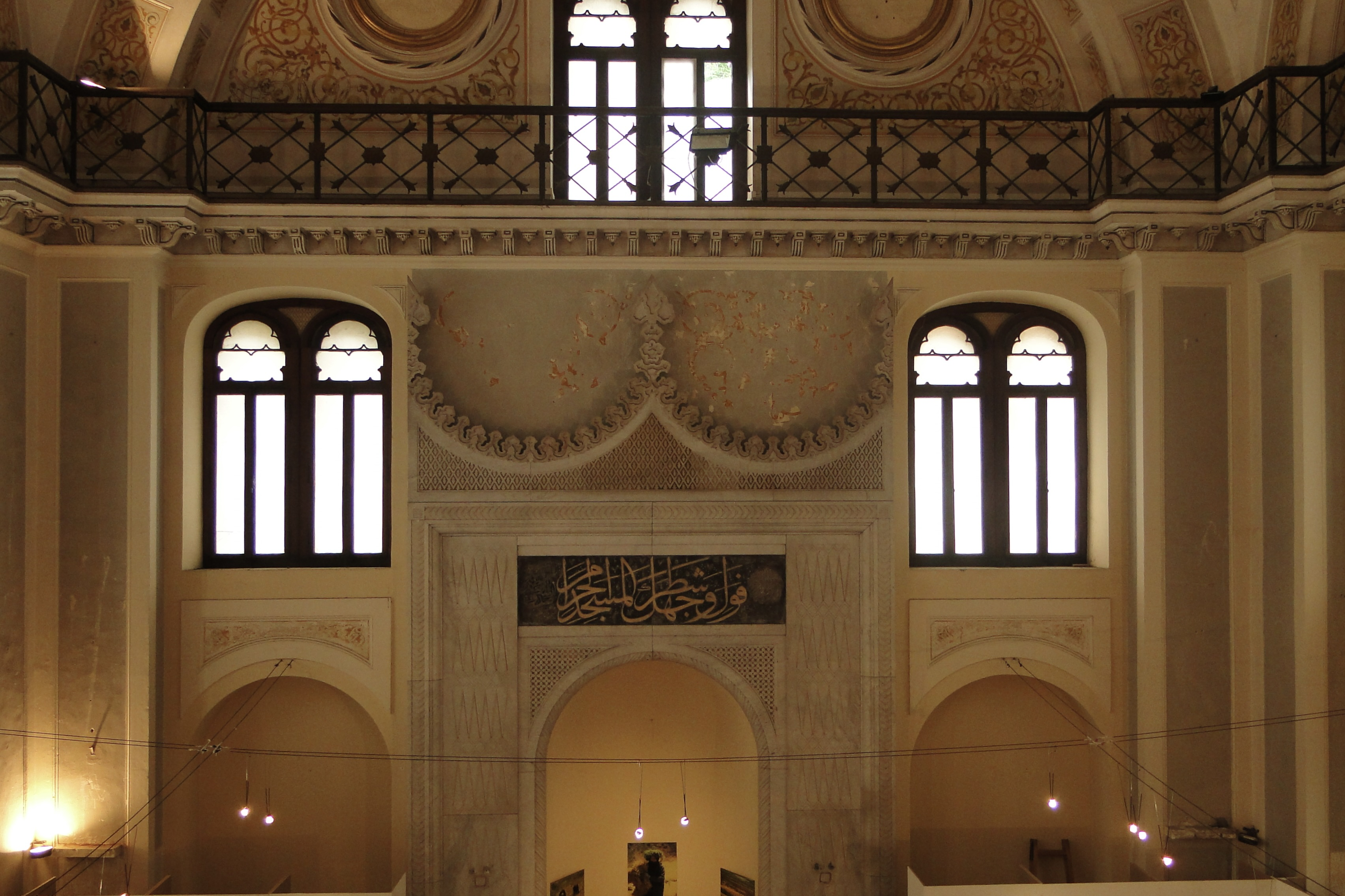
الداخل
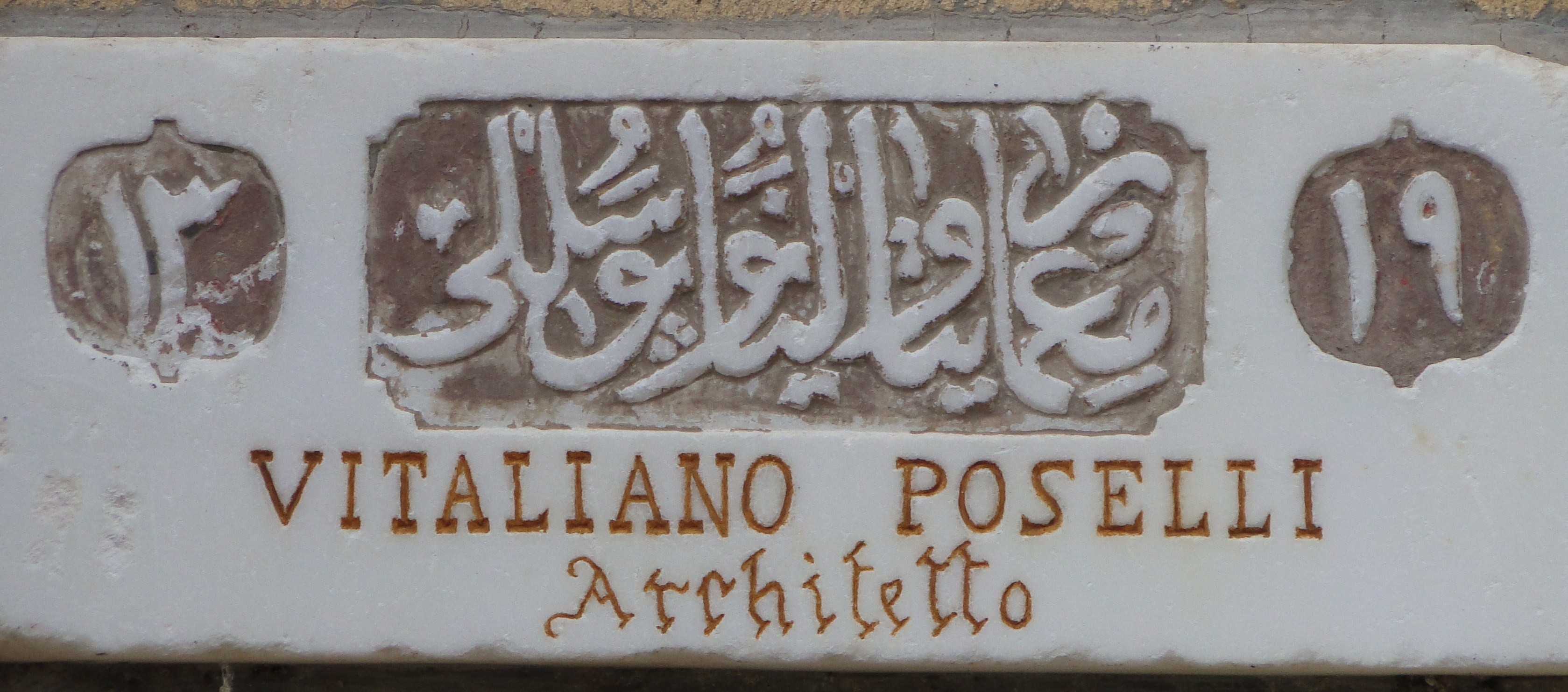